# Carex concinna
Espèce
Classification phylogénétique
Carex concinna est une espèce de plantes du genre Carex et de la famille des Cyperaceae.